# Komet Väisälä-Oterma
Komet Väisälä-Oterma (uradna oznaka je 139P/Vaisala-Oterma) je periodični komet z obhodno dobo okoli 9,6 let. 
Komet pripada Jupitrovi družini kometov .

## Odkritje[4]
Komet je že leta 1939 odkril finski astronom Yrjö Väisälä. Ob odkritju so mislili, da je asteroid, saj je dobil oznako 1939 TN. Šele finska astronomka Liisi Oterma je leta 1979 natančno določila tirnico in predvidevala, da je telo komet in ne asteroid. V okviru programa LINEAR so v letu 1998 našli telo za katerega so mislili, da je asteroid. Dobil je oznako 1998 WG22. Pozneje so ugotovili, da ima telo podobno tirnico kot jo je imel asteroid z oznako 1939 TN. D. Balam je opazil, da ima asteroid komo in rep, kot ga imajo kometi.